# Lenda Caá-Yaríi
Os guaranis contam a lenda da Caá-Yaríi ou lenda da erva-mate.
Uma tribo indígena nômade se deteve nas ladeiras das serras onde nasce o Rio Tabay. Quando retomou seu caminho, um dos membros da tribo, um índio velho e cansado pelos anos, ficou refugiado na selva, na companhia de sua filha Yaríi, que era muito bonita. Um dia, chegou, ao esconderijo do velho, um homem que possuía uma pele de cor estranha e que se vestia com roupas esquisitas, a quem receberam com generosidade.
O velho ofereceu ao visitante uma carne assada de acuti, um roedor da região e um prato de tambu, que é preparado com uma larva de carne branca e abundante que os guaranis criam nos troncos de pindó.
Conta a lenda que o visitante era um enviado do deus do bem, que quis recompensar tanta generosidade proporcionando-lhes algo que pudessem oferecer sempre aos seus visitantes e que poderia encurtar as horas de solidão às margens dos riachos onde descansavam. Para eles, fez brotar uma nova planta no meio da selva, que chamou de Yaríi, deusa que a protegia, e confiou seus cuidados a seu pai, Cáa Yaráa, ensinando-lhe a secar seus ramos ao fogo e a preparar uma iguaria que poderiam oferecer a todos os que os visitassem. Desde então, a nova planta cresce, oferecendo folhas e galhos para preparar o mate.

## Outras versões
Sobre a erva-mate, uma das lendas de sua origem refere-se a uma das passagens de Cristo pela terra americana. Jesus, Pedro e João, cansados e com fome chegaram a um riacho onde um velho alquebrado pelos anos, mas filósofo e humano pela vivência, recebe-os. Ele abriga-os, dando de beber a eles e prepara-lhes uma saborosa comida com a sua última galinha. Refeitos e dispostos, os três se erguem para reiniciar a caminhada.
Cristo, desejando então marcar o seu agradecimento à bondade, à humanidade e à fraternidade, dirigiu-se ao idoso hospedeiro dizendo-lhe que sua filha já falecida, tão bela e querida renasceria em um arbusto verde e encorpado, de folhas vigorosas, vivificantes, saborosas e restauradoras e guardaria vitalidade, disposição, saúde, amizade, e esperança para sempre. Alguns meses depois, ela a filha singular do velho rancheiro sepultada, ressurge da terra na forma de uma erveira.